# Gregório VI de Constantinopla
Gregório VI de Constantinopla (em grego: Γρηγόριος ΣΤ΄; 1 de março de 1798 – 8 de junho de 1881), nascido Georgios Fourtouniadis (em grego: Γεώργιος Φουρτουνιάδης), foi patriarca ecumênico de Constantinopla entre 1835 e 1840 e novamente entre 1867 e 1871.

## História
Georgios nasceu em 1 de março de 1798 na vila de Fanaraki (atualmente conhecida como Rumeli Feneri), na costa do Bósforo. Em 1815, foi ordenado diácono da metrópole de Durusu (em grego: Δέρκος; romaniz.: Derkos), adotando o nome religioso Gregório. Em 24 de setembro de 1824, foi nomeado grande arquidiácono da Patriarcado pelo patriarca Crisanto e, em 21 de outubro do mesmo ano, bispo metropolitano de Pelagônia. Em agosto de 1833, Gregório foi eleito metropolitano de Serres. Depois de muitas discussões e recriminações e com o apoio dos representantes das guildas (esnaf), Gregório foi eleito patriarca em 26 de setembro de 1835.
Na opinião de um contemporâneo, o historiador Manuel Gedeon (em grego: Μανουήλ Γεδεών), o novo patriarca podia ser caracterizado por um "profundo zelo pela Igreja e pela austeridade em seus costumes — mas também por uma imperdoável inflexibilidade em suas ideias". Gregório publicou provisões canônicas sobre casamentos (noivados, dotes) e a educação dos monges e diferenças dogmáticas com a Igreja Católica e protestantes. Além disto, ele proibiu o sepultamento no interior das igrejas e condenou a tradução da Bíblia em grego demótico. Em 18 de dezembro de 1839, Gregório publicou um nota patriarcal e sinódica contra Teófilo Kairis e seus ensinamentos.
A crescente presença de missionários protestantes no Mediterrâneo oriental depois do final das Guerras Napoleônicas era particularmente preocupante para Gregório VI. O vigor dos esforços de Gregório para proteger seu rebanho, não apenas no Império Otomano, mas também no recente Reino da Grécia e nos Estados Unidos das Ilhas Jônicas, de influências religiosas heterodoxas provocaram irritação em todos os governos da região no final da década de 1830. Em 1839, estas tensões chegaram a um ponto de ruptura quando o patriarca emitiu uma encíclica condenando as várias mudanças não canônicas ao direito de família promulgadas pelas autoridades coloniais britânicas nas Ilhas Jônicas. O embaixador britânico, John Ponsonby, 1º Visconde Ponsonby, pediu a imediata remoção de Gregório e ameaçou deixar Istambul se isso não fosse feito. Sob pressão, o ministro do exterior otomano, Mustafa Reşid Pasha, concordou. O ministro insistiu, porém, em atrasar a dispensa até que o governo otomano pudesse primeiro legitimar esta ação levando à frente um inquérito judicial formal sobre o suposto mau comportamento de Gregório VI.
Gregório VI acabou finalmente sendo deposto pelo sultão Abdul Mejide I em 20 de fevereiro de 1840 e se retirou para sua residência em Arnavutköy. Vinte e sete anos depois, depois da renúncia do patriarca Sofrônio III de Constantinopla em 10 de fevereiro de 1867, Gregório VI foi reeleito, mas acabou renunciando em 10 de junho de 1871. Ele morreu em 8 de junho de 1881 e foi sepultado, assim como vários outros patriarcas, no jardim da Igreja dos Asomati em Arnavutköy. Em 1906, seus restos mortos foram redescobertos e preservados.